# Diócesis de Lodwar
La diócesis de Lodwar (en latín: Dioecesis Loduarina, en inglés: Roman Catholic Diocese of Lodwar y en suajili: Jimbo Katoliki la Lodwar) es una circunscripción eclesiástica de la Iglesia católica en Kenia. Se trata de una diócesis latina, sufragánea de la arquidiócesis de Kisumu. Desde el 4 de noviembre de 2022 su obispo es John Mbinda, de la Congregación del Espíritu Santo.

## Territorio y organización
La diócesis tiene 77 000 km² y extiende su jurisdicción sobre los fieles católicos de rito latino residentes en el condado de Turkana.
La sede de la diócesis se encuentra en la ciudad de Lodwar, en donde se halla la Catedral de San Agustín.
En 2023 en la diócesis existían 31 parroquias agrupadas en 4 decanatos.

## Historia
La prefectura apostólica de Lodwar fue erigida el 11 de enero de 1968 mediante la bula Sacrorum Librorum del papa Pablo VI, obteniendo el territorio de la diócesis de Eldoret.
El 30 de enero de 1978 la prefectura apostólica fue elevada a diócesis mediante la bula Qui volente Deo del papa Pablo VI.
Originalmente sufragánea de la arquidiócesis de Nairobi, el 21 de mayo de 1990 pasó a formar parte de la provincia eclesiástica de Kisumu.

## Estadísticas
Según el Anuario Pontificio 2024 la diócesis tenía a fines de 2023 un total de 228 040 fieles bautizados.
| Año                                                                             | Población            | Población | Población      | Sacerdotes | Sacerdotes    | Sacerdotes    | Bautizados por sacerdote | Diáconos permanentes | Religiosos | Religiosos | Parroquias |
| Año                                                                             | Bautizados católicos | Total     | % de católicos | Total      | Clero secular | Clero regular | Bautizados por sacerdote | Diáconos permanentes | Varones    | Mujeres    | Parroquias |
| ------------------------------------------------------------------------------- | -------------------- | --------- | -------------- | ---------- | ------------- | ------------- | ------------------------ | -------------------- | ---------- | ---------- | ---------- |
| 1970                                                                            | 540                  | 165 000   | 0.3            | 11         |               | 11            | 49                       |                      | 11         | 4          |            |
| 1980                                                                            | 7 500                | 185 500   | 4.0            | 18         | 2             | 16            | 416                      |                      | 17         | 20         |            |
| 1990                                                                            | 12 100               | 211 000   | 5.7            | 25         | 5             | 20            | 484                      |                      | 23         | 34         | 9          |
| 1999                                                                            | 210 000              | 250 000   | 84.0           | 33         | 13            | 20            | 6363                     |                      | 24         | 44         | 14         |
| 2000                                                                            | 215 000              | 250 000   | 86.0           | 35         | 15            | 20            | 6142                     |                      | 24         | 35         | 14         |
| 2001                                                                            | 350 000              | 450 000   | 77.8           | 34         | 13            | 21            | 10 294                   |                      | 26         | 34         | 15         |
| 2002                                                                            | 39 685               | 447 000   | 8.9            | 42         | 13            | 29            | 944                      |                      | 35         | 42         | 16         |
| 2003                                                                            | 43 915               | 477 000   | 9.2            | 45         | 10            | 35            | 975                      |                      | 41         | 47         | 18         |
| 2004                                                                            | 48 759               | 477 000   | 10.2           | 57         | 8             | 49            | 855                      |                      | 56         | 50         | 20         |
| 2013                                                                            | 92 418               | 630 000   | 14.7           | 50         | 19            | 31            | 1848                     |                      | 44         | 70         | 25         |
| 2016                                                                            | 108 097              | 855 399   | 12.6           | 58         | 24            | 34            | 1863                     |                      | 50         | 65         | 27         |
| 2019                                                                            | 200 915              | 1 122 207 | 17.9           | 57         | 13            | 44            | 3524                     |                      | 63         | 80         | 28         |
| 2021                                                                            | 217 900              | 1 180 170 | 18.5           | 56         | 18            | 38            | 3891                     |                      | 55         | 92         | 31         |
| 2023                                                                            | 228 040              | 1 235 000 | 18.5           | 55         | 14            | 41            | 4146                     |                      | 54         | 105        | 31         |
| Fuente: Catholic-Hierarchy, que a su vez toma los datos del Anuario Pontificio. |                      |           |                |            |               |               |                          |                      |            |            |            |

## Episcopologio
- John Christopher Mahon, S.P.S. † (16 de enero de 1968-17 de febrero de 2000 retirado)
- Patrick Joseph Harrington, S.M.A. (17 de febrero de 2000-5 de marzo de 2011 renunció)
- Dominic Kimengich (5 de marzo de 2011-16 de noviembre de 2019 nombrado obispo de Eldoret)'[5]
  - Sede vacante (2019-2022)
- John Mbinda, C.S.Sp., desde el 4 de abril de 2022